# 310Klinik
Die 310Klinik GmbH ist ein Fachkrankenhaus der Regelversorgung in Nürnberg und umfasst die Fachrichtungen Allgemein- und Viszeralchirurgie, Orthopädische Chirurgie (Wirbelsäulenzentrum), Anästhesiologie und Intensivmedizin.

## Details
Die Zentrale der Klinik befindet sich im Stadtteil Schafhof im Nordosten von Nürnberg. Seit Mai 2010 ist die Klinik für Patienten aller Krankenkassen zugänglich. Mit ihren 185 Mitarbeitern versorgt sie sowohl stationäre als auch ambulante Patienten. Das Fachkrankenhaus verfügt über 30 chirurgische, 30 internistische, 5 interventionsradiologische sowie 10 Intensivbetten. Die durchschnittliche Verweildauer der stationären Patienten beträgt 4,8 Tage.
Januar 2018 gründete die 310Klinik GmbH die überörtliche Berufsausübungsgemeinschaft (ÜBAG) der medizinischen Versorgungszentren der 310Klinik GbR (ÜBAG der MVZ). Diese umfasst zwei radiologische Praxen, zwei nuklearmedizinische Praxen sowie drei internistische/gastroenterologische Praxen in Mittelfranken.
Die Klinik verfügt mit vier Kliniken über sechs Fachrichtungen:
- Allgemein- und Viszeralchirurgie
- Anästhesiologie und Intensivmedizin
- Orthopädische Chirurgie (Wirbelsäulenzentrum)

Im Januar 2020 kam ein „Wirbelsäulenzentrum“ als weitere Hauptabteilung hinzu. Dafür wurden zwei neue OP-Säle eingerichtet.

## Klinikname
310 Kelvin, entsprechend 36,85 Grad Celsius, ist eine Körpertemperatur, die im Normalbereich eines gesunden Menschen liegt.

## ÜBAG der MVZ
Die überörtliche Berufsausübungsgemeinschaft der medizinischen Versorgungszentren der 310Klinik umfasst 10 Praxen unterschiedlicher Fachrichtungen:

### Radiologische Praxen
- MVZ Radiologie und Nuklearmedizin an der 310Klinik

### Nuklearmedizinische Praxis
- MVZ Nuklearmedizin Mögeldorf

## Hochstapler-Skandal
Im Frühjahr 2019 wurde bekannt, dass ein Angestellter der 310Klinik ein offensichtlicher Hochstapler war. Der Mann hatte sich bei der Einstellung fälschlich als Arzt und Jurist ausgegeben und war etwa vier Jahre in der Klinik u. a. als Verwaltungsdirektor tätig.